# Molí fariner de can Marquès
El Molí de can Marquès de Pineda de Mar està situat a la riba de la riera de Pineda. És una construcció del segle xiv i restaurada darrerament per la plataforma "Salvem la Vall de la Riera de Pineda". És un molí fariner que la funció principal era aprofitar l'aigua que baixava per la riera per moldre el gra de blat que es conreava a la vall. Va ser construït en el segle xi i ampliat al segle xiv. El molí fariner ha estat un element essencial en l'economia tradicional; bona prova d'això han estat les guerres i disputes entre senyors i propietaris per llur control i possessió.

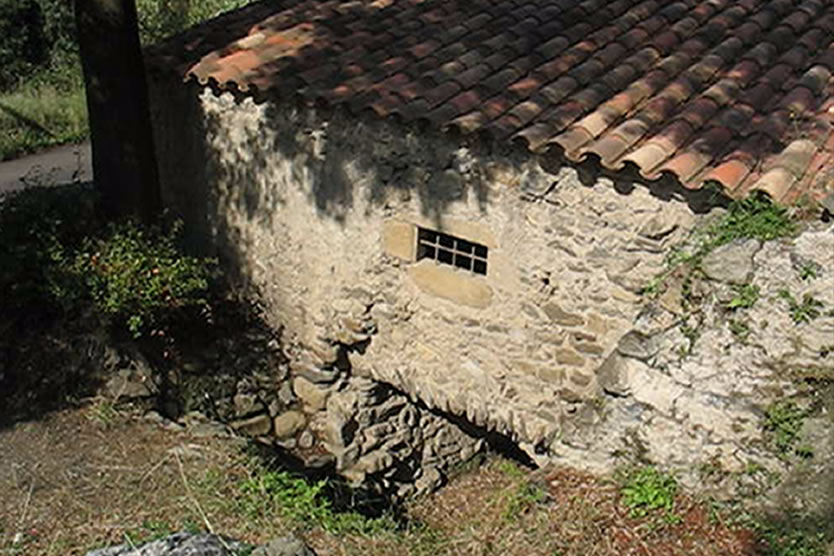
Canal del molí fariner de can Marquès

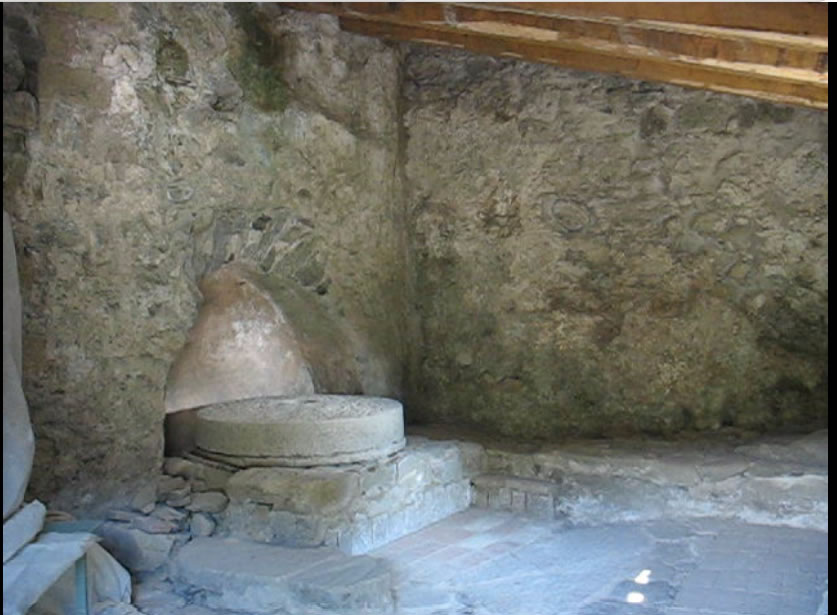
Vista interior del molí fariner.

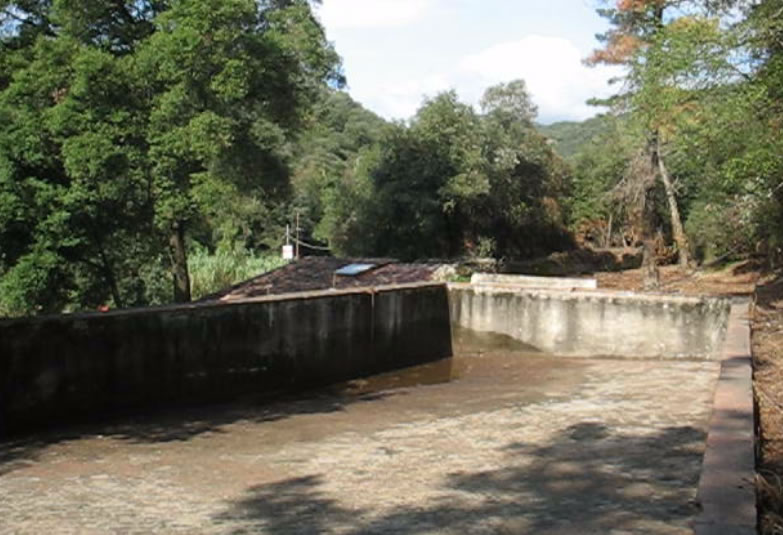
Vista de la bassa del molí fariner.

## Funcionament
El molí fariner utilitzava l'aigua de la riera com a font d'energia natural. L'aigua de la riera era canalitzada fins a la bassa que hi ha al costat del molí.. La bassa que servia per emmagatzemar l'aigua aconseguia regular–ne la pressió. La bassa del molí de can Marquès disposa d'un pou, ubicat en un extrem i tocant a la paret del molí. El pou és un conducte vertical circular amb una obertura petita al fons per la qual l'aigua surt a pressió sobre el rodet.

## L'obrador
És un recinte, generalment petit, d'una sola planta situat a continuació de la bassa a la part oposada del canal. El seu interior és ben simple: all fons de l'estança hi ha un pedrís ample i alt que serveix de suport a les moles.

## El carcabà
Sota l'obrador s'obre un espai, el carcabà, on volta una turbina rudimentària, el rodet, i on l'aigua té sortida cap a un altre molí a través d'un canal.

## El mecanisme
El mecanisme d'aquest molí era molt senzill. L'aigua del pou queia amb força sobre la turbina fent-la girar; Aquí es produïa la transformació de l'energia hidràulica en energia mecànica, la pressió de l'aigua es convertia en moviment rotatori. Aquest moviment es transmetia a través d'un eix a la mola superior que girava a sobre d'una altra de fixa. Entremig de les dues moles hi havia el blat per a ser molt

## Les moles
Les moles potser són l'element més senzill del molí però, tanmateix, són les que fan la feina més complexa. Una mola és una peça circular de pedra d'uns set pams(1,40 m.) de diàmetre per un o dos de gruix. El centre de la mola – l'ull de la mola – és foradat.
El molí porta dues moles: la mola inferior fixa o mola sotana i la mola superior,mòbil, o mola volandera.
Un element molt important de les moles és el ratllat: conjunt d'incisions en forma de petits canals solquen les cares que molen. El ratllat de les moles és destinat per treure i apartar el segó i per facilitar la molta de gra i ajudar la circulació del gra mig molt del centre de la mola fins a l'extrem exterior.